# ウブド
ウブド（Ubud）は、インドネシア共和国バリ州ギャニャール県ウブド郡の村。ウブド郡の中心であり、ガムラン音楽、バリ舞踊、バリ絵画など、芸術の村として知られ、観光の盛んな村である。地名の由来は薬草(現地語でウバド：Ubad)が訛ったものと言われている。
一般に、ウブドというと、ウブド郡に含まれる近隣の村を含めて指すことが多い。すなわち、東隣のプリアタン村、南隣のマス村、西隣のサヤン村、さらにその北隣のクデワタン村である。また、少し離れた北には棚田で有名なテガララン郡テガラランもあり、それら観光の中心地となっている。
村の中心部はウブド村寺院とその向かいのマーケットの付近であり、その間を東西に伸びるラヤ・ウブド通りと南にまっすぐのびるモンキーフォレスト通りが中心街。モンキーフォレスト通りを突き当たったところにモンキーフォレストと呼ばれる、自然保護区があり、多くの猿が生息している。
中心部はおおむね南緯8度30分30秒 東経115度15分45秒 / 南緯8.50833度 東経115.26250度。

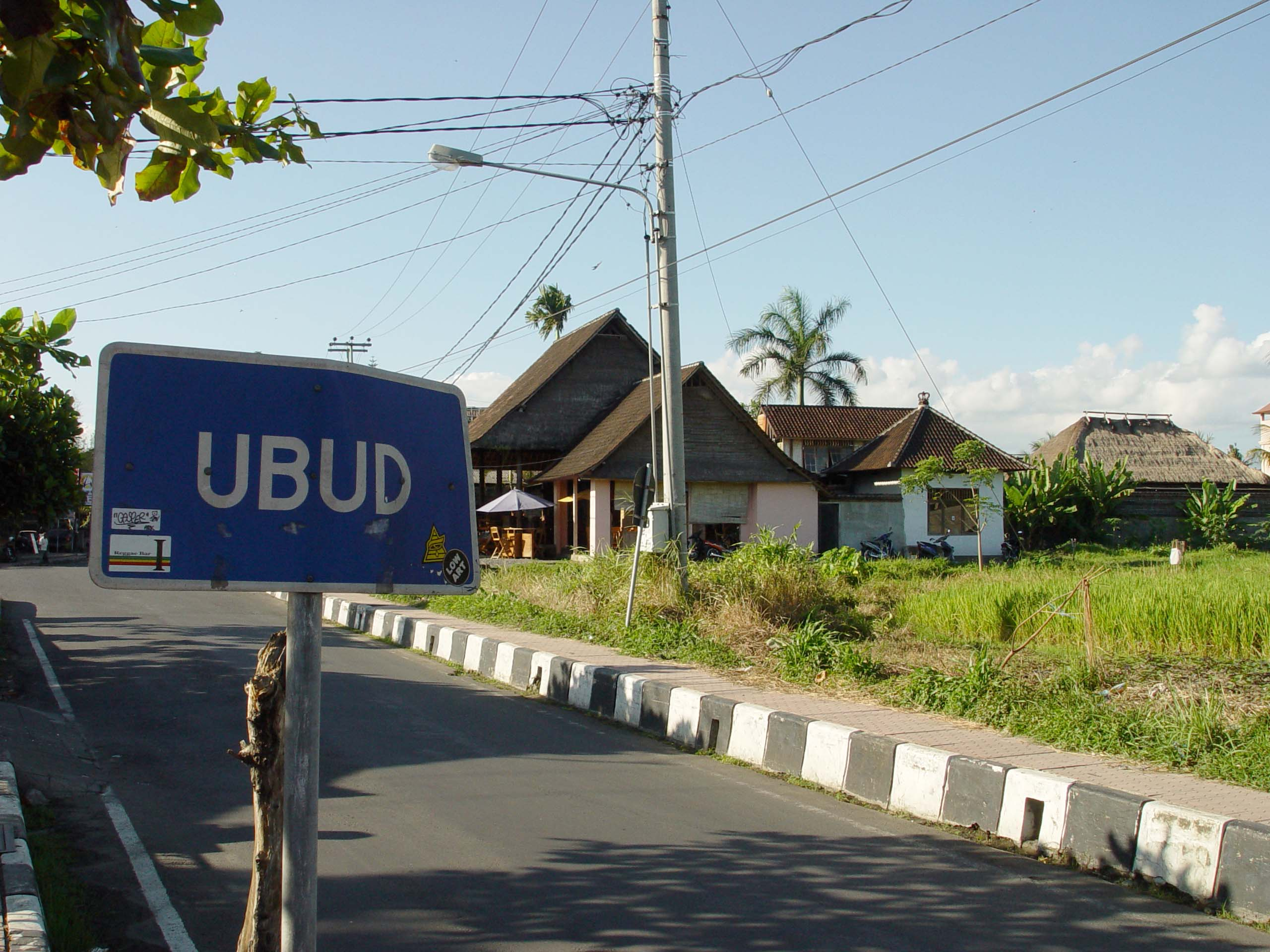
マス村からウブド村への村境
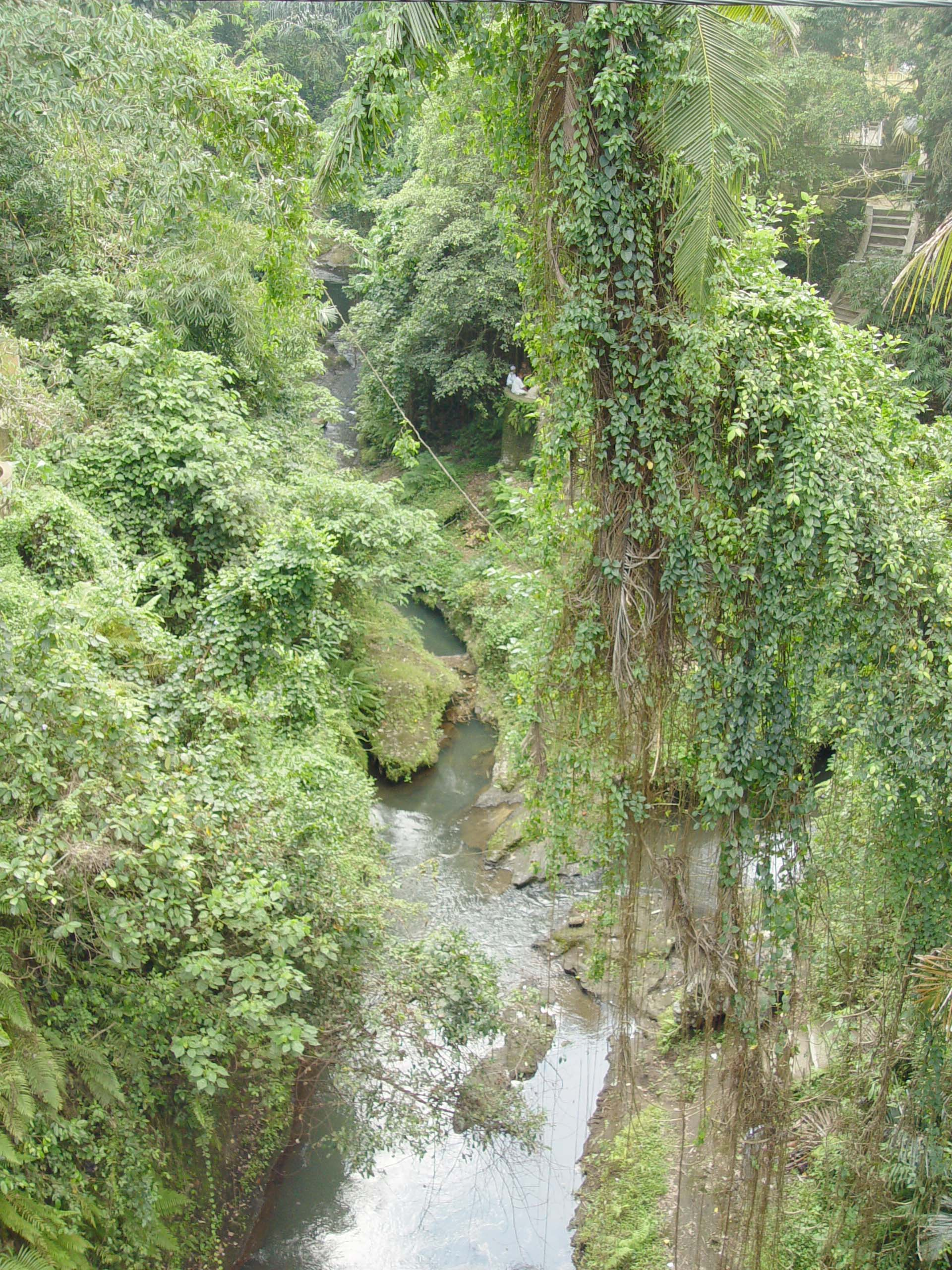
ウォス川。ウブド村の起こりとなったといわれるグヌン・ルバ寺院がわずかに見える
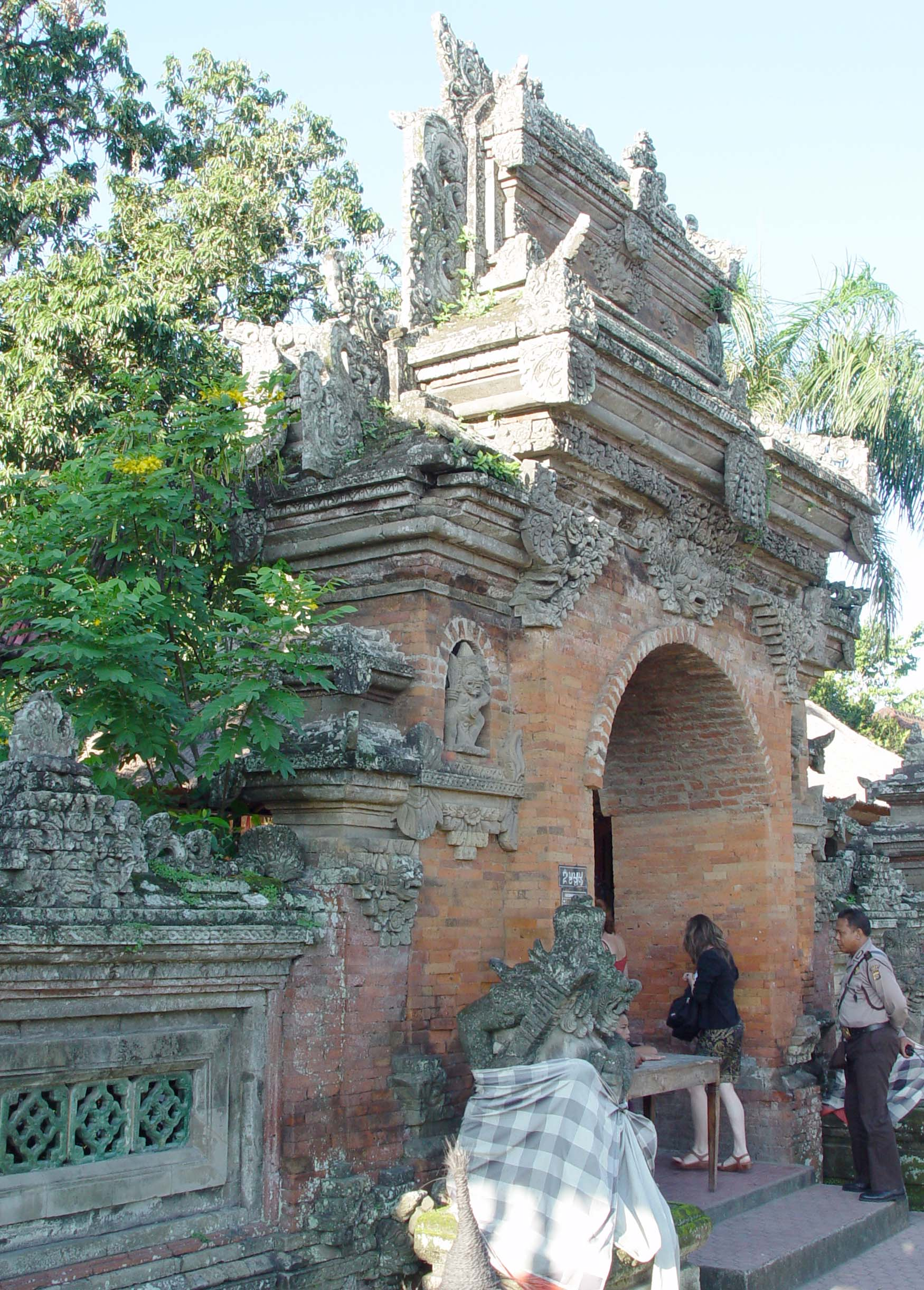
ウブド王宮
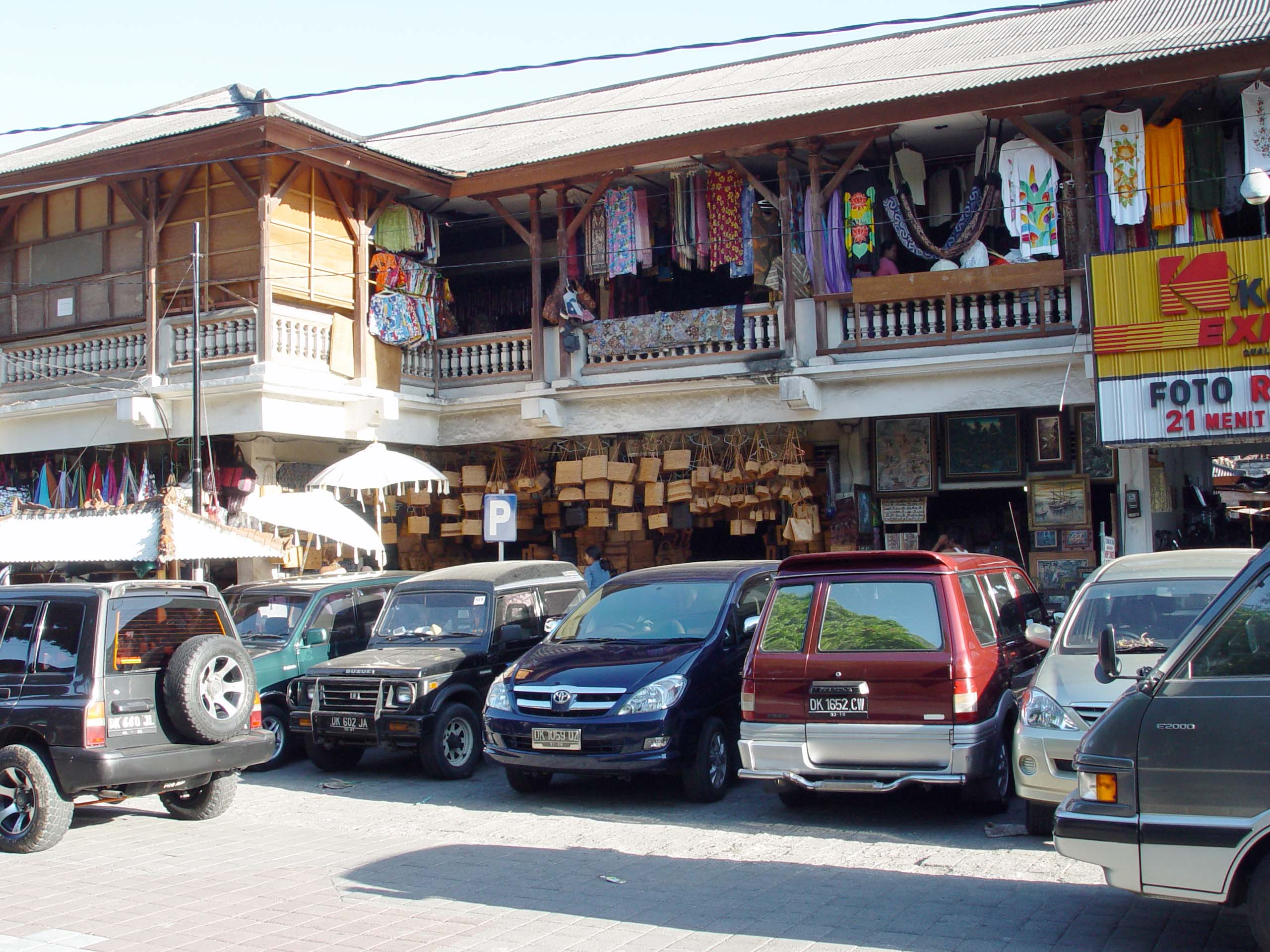
ウブドの市場
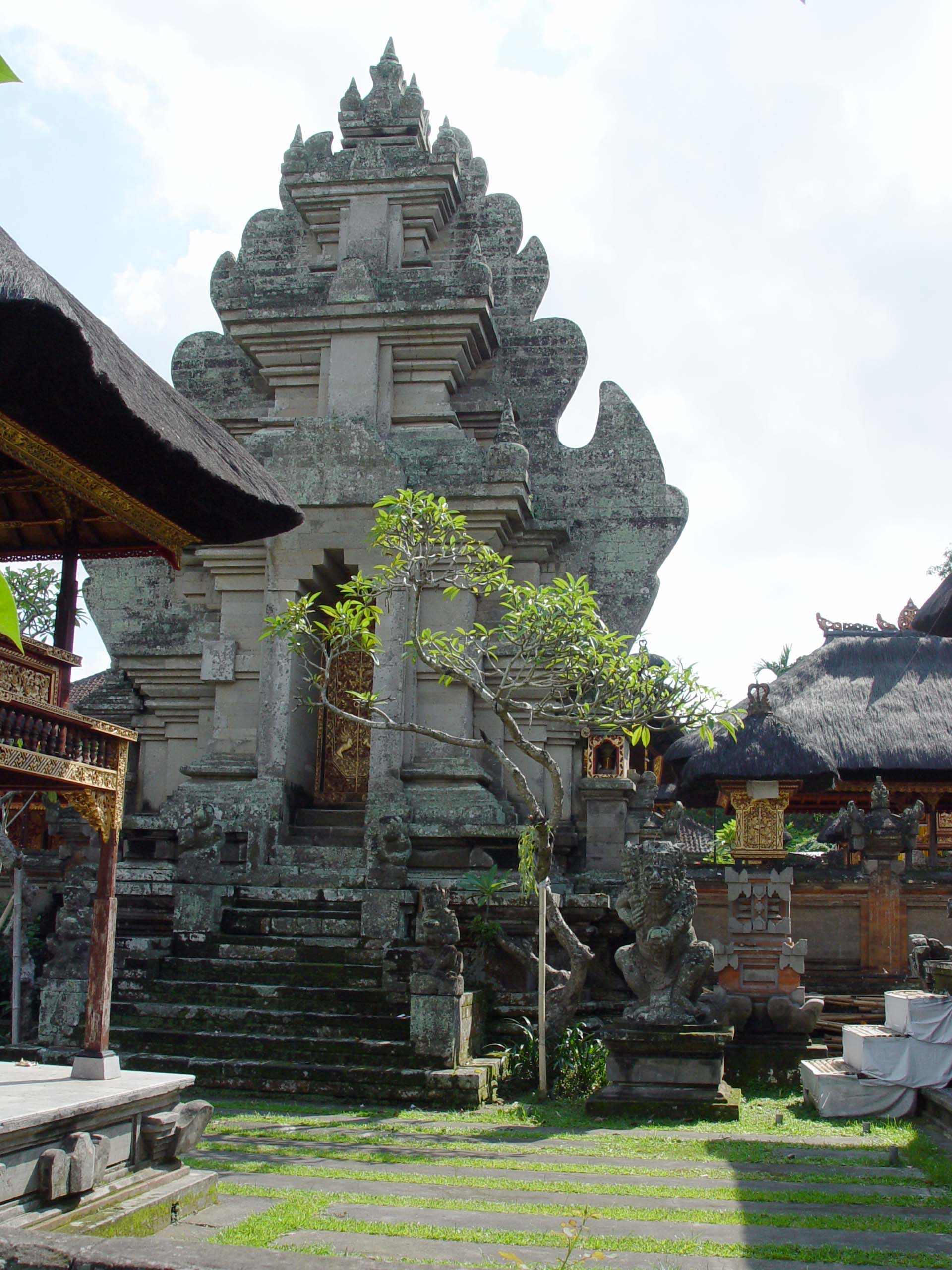
ウブド村寺院
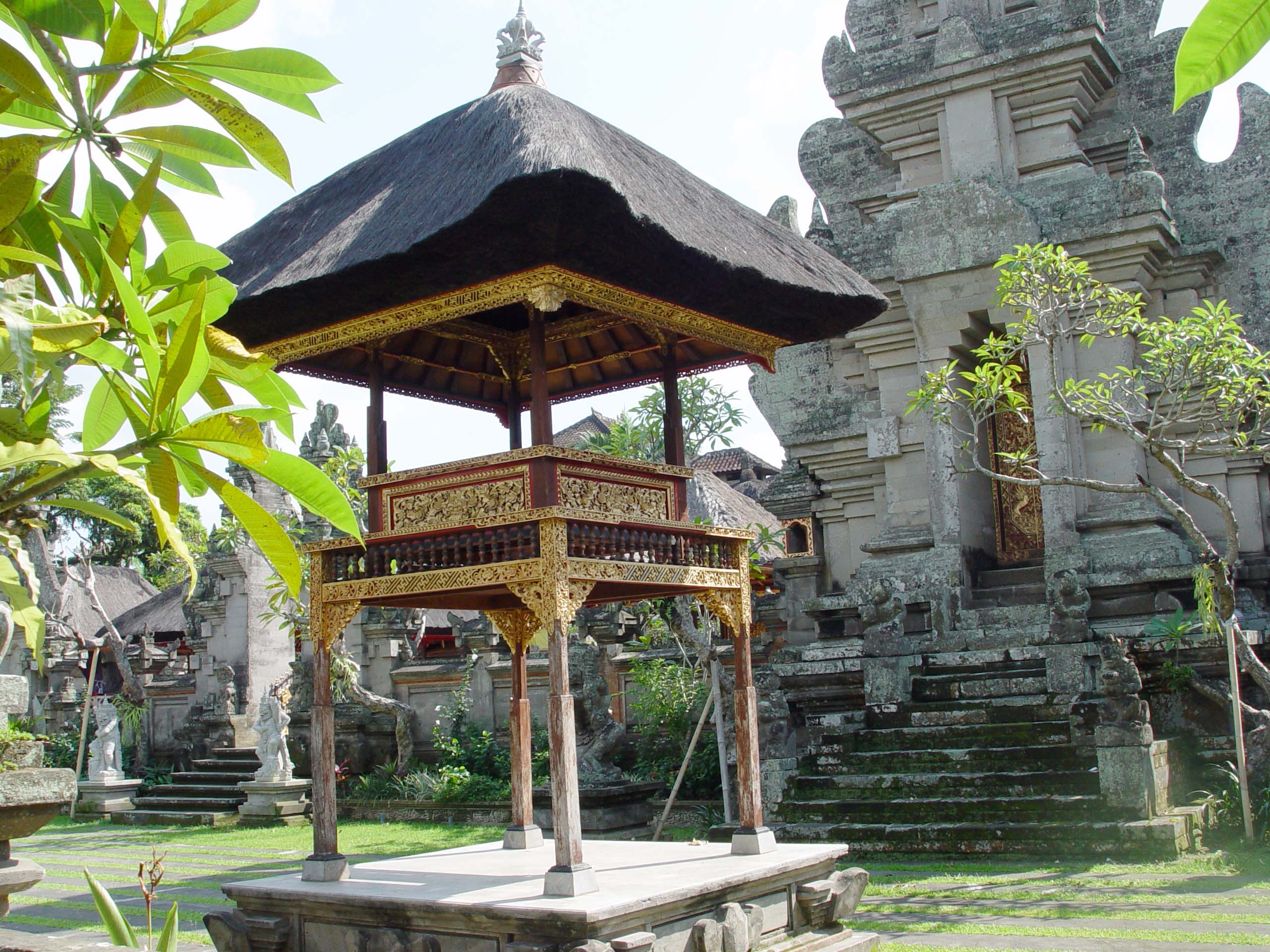
ウブド村寺院
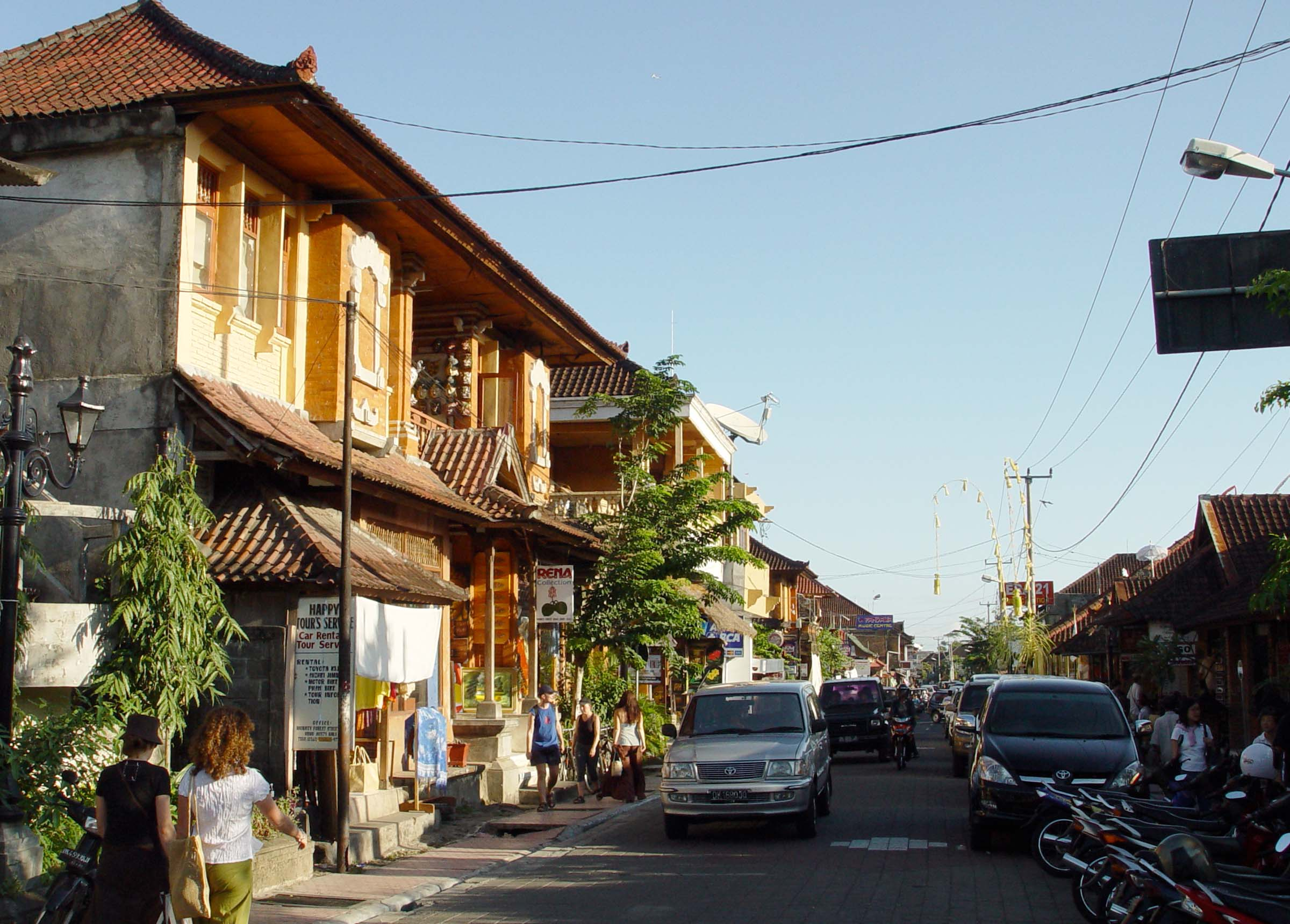
中心街モンキーフォレスト通り
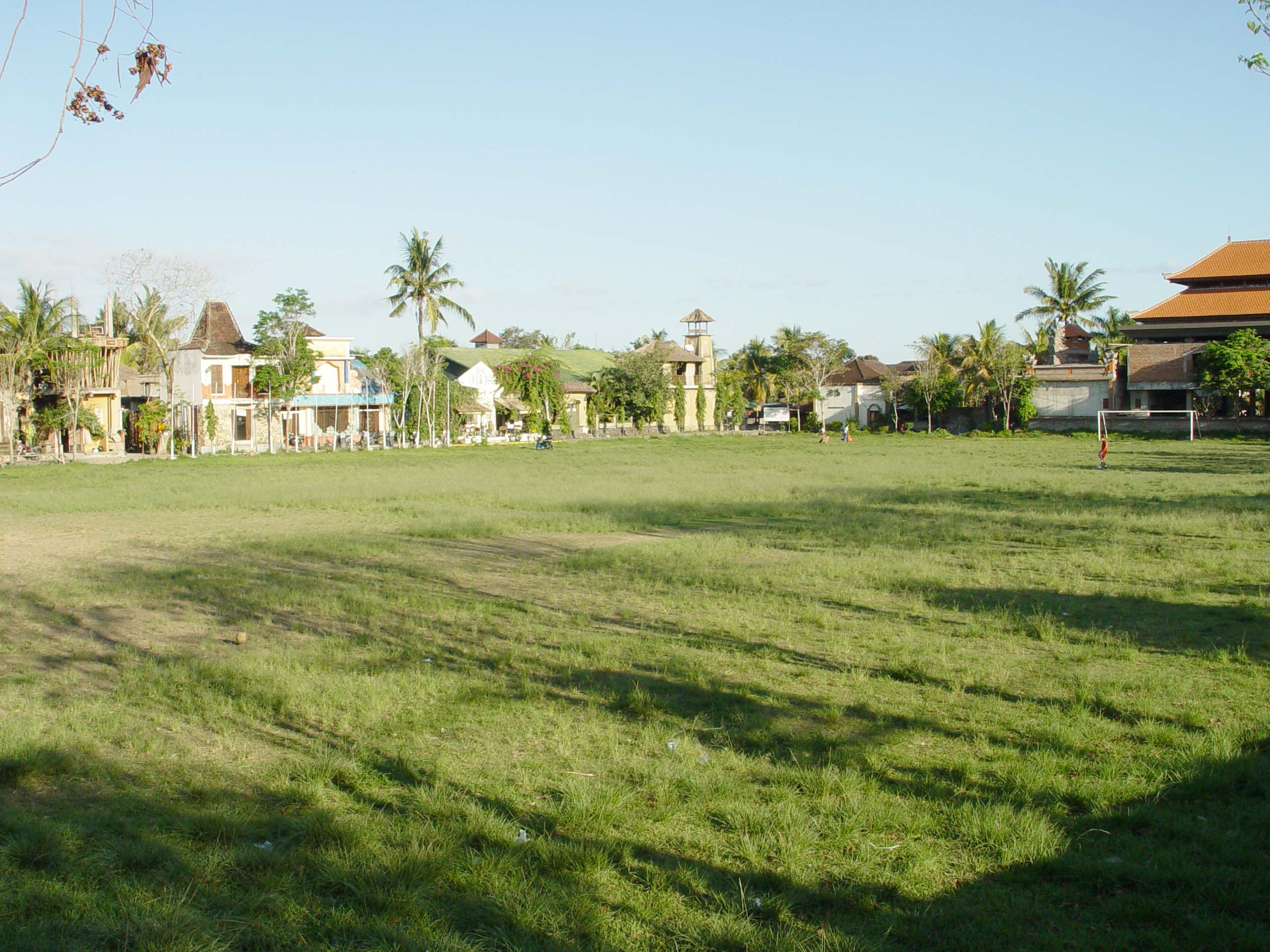
サッカー場
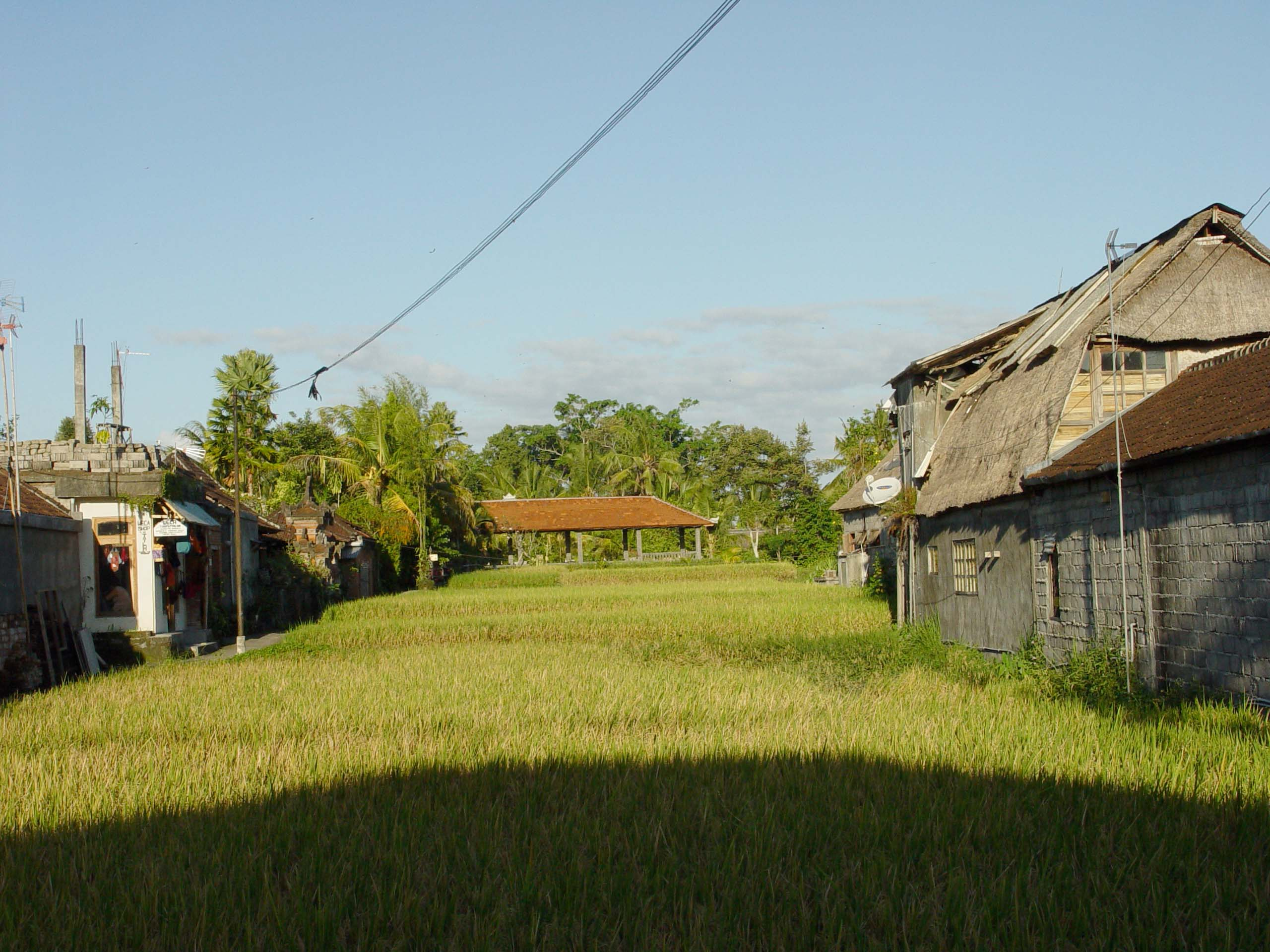
町中の田
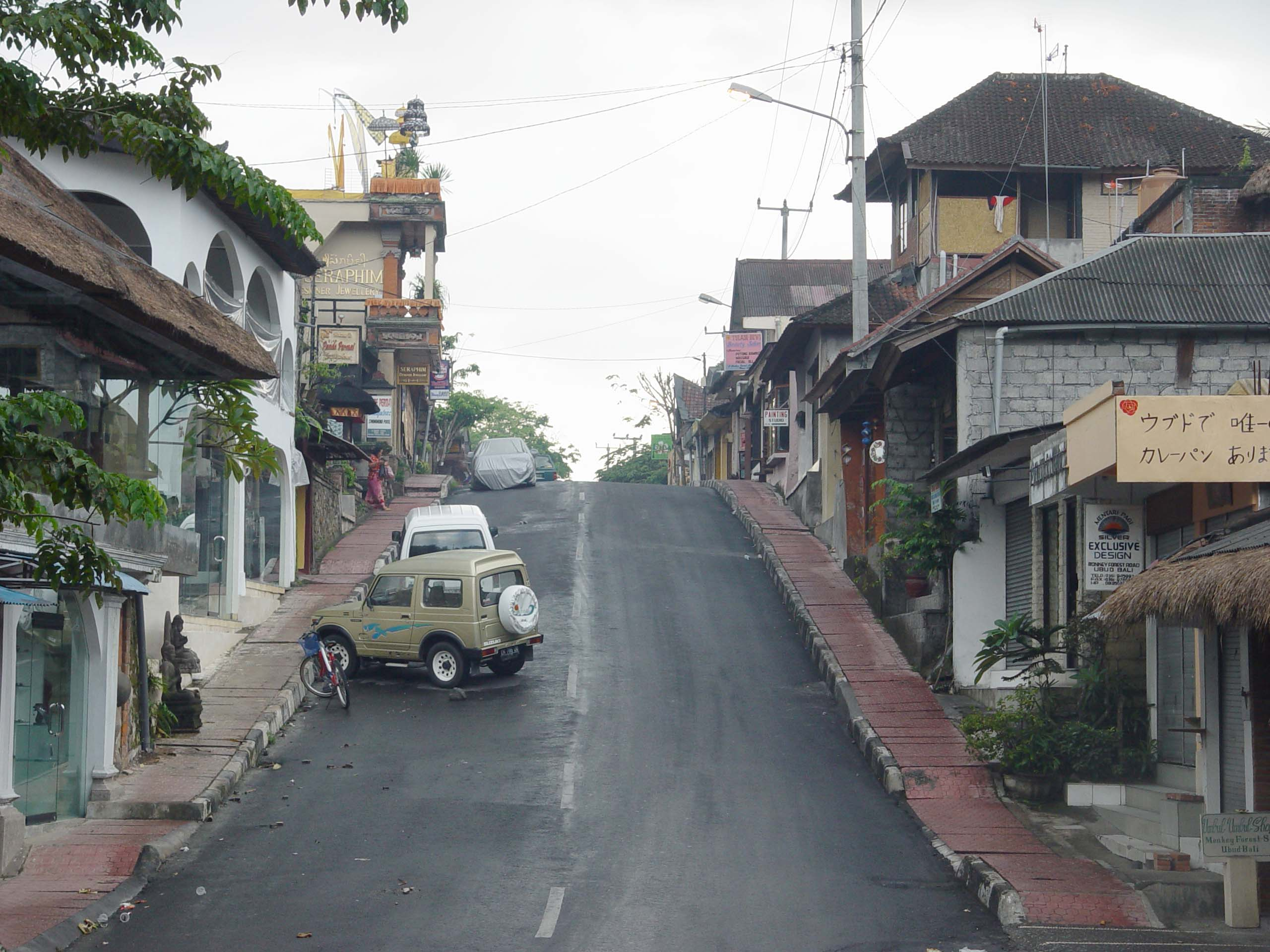
モンキーフォレスト通りのはずれ
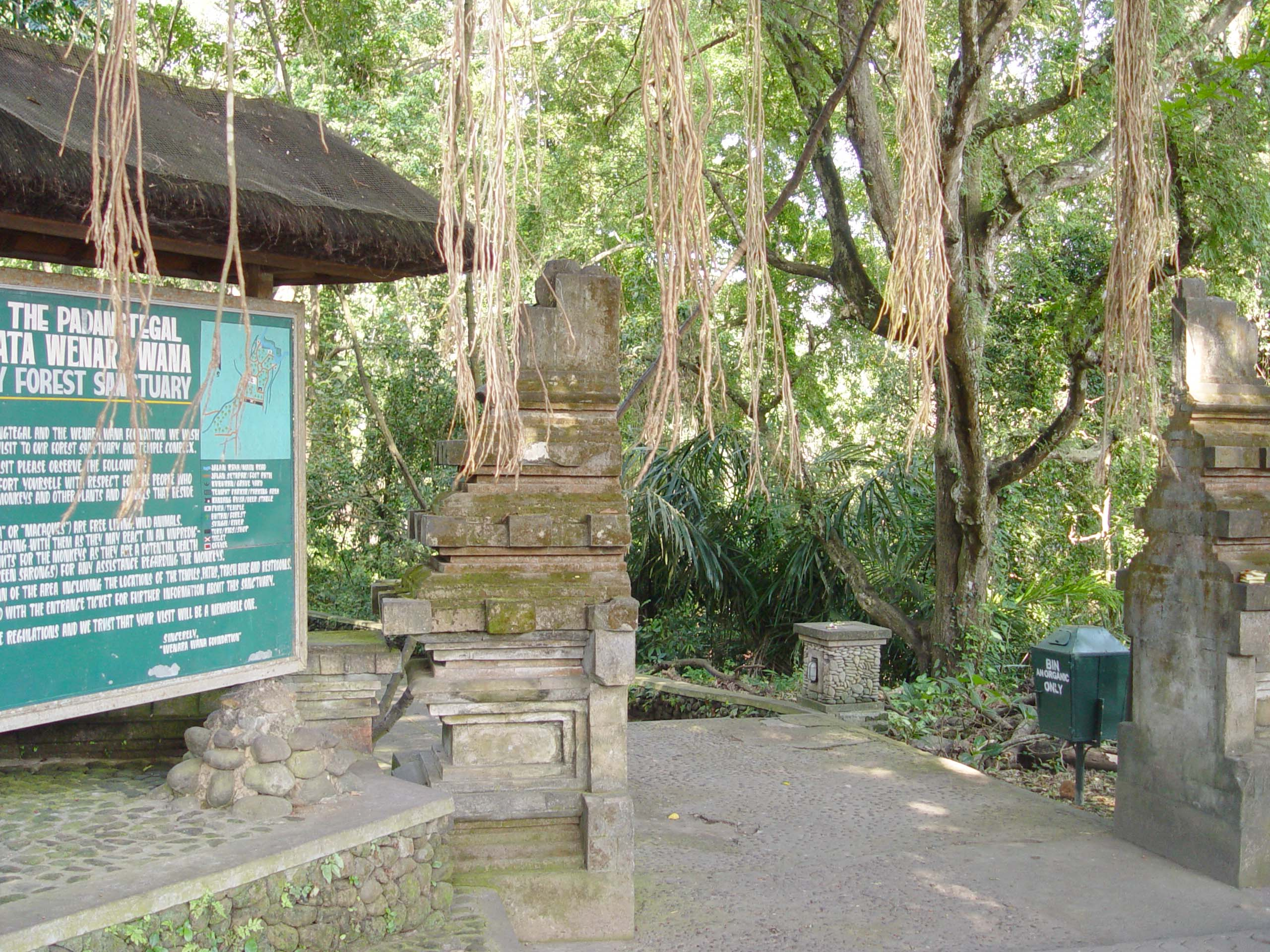
モンキーフォレスト
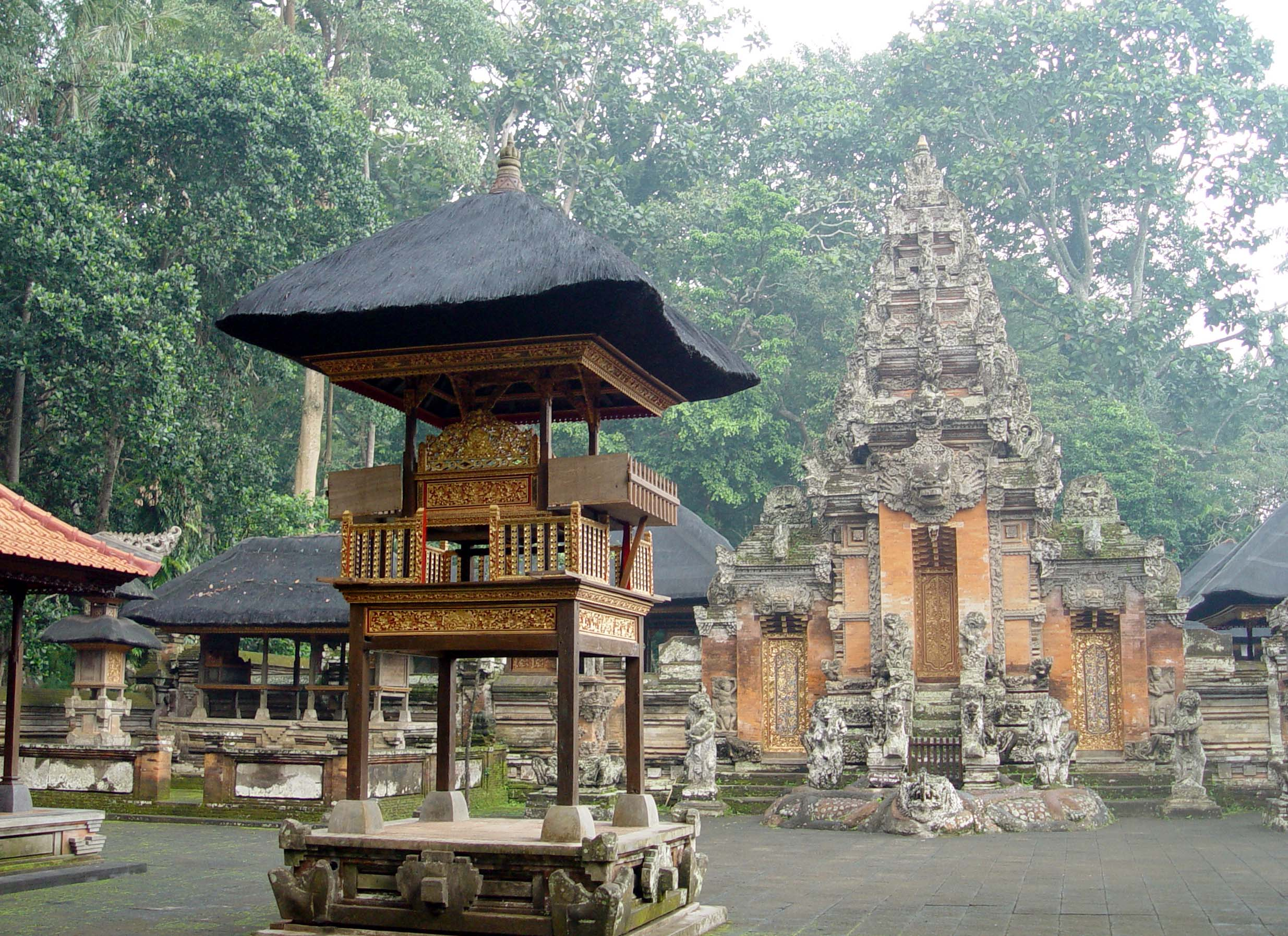
モンキーフォレスト内、ダラム・アグン・パダントゥガル寺院
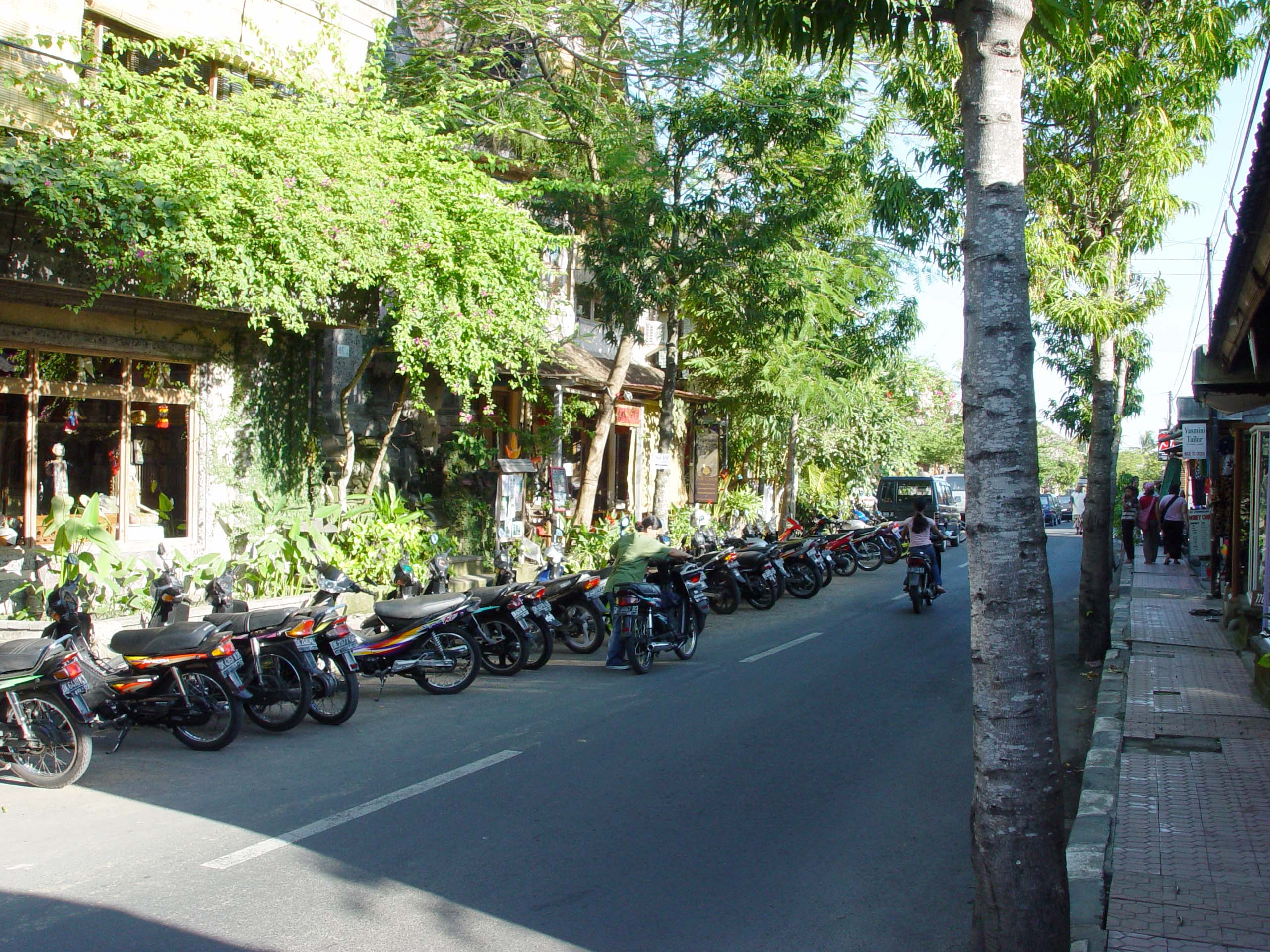
街角
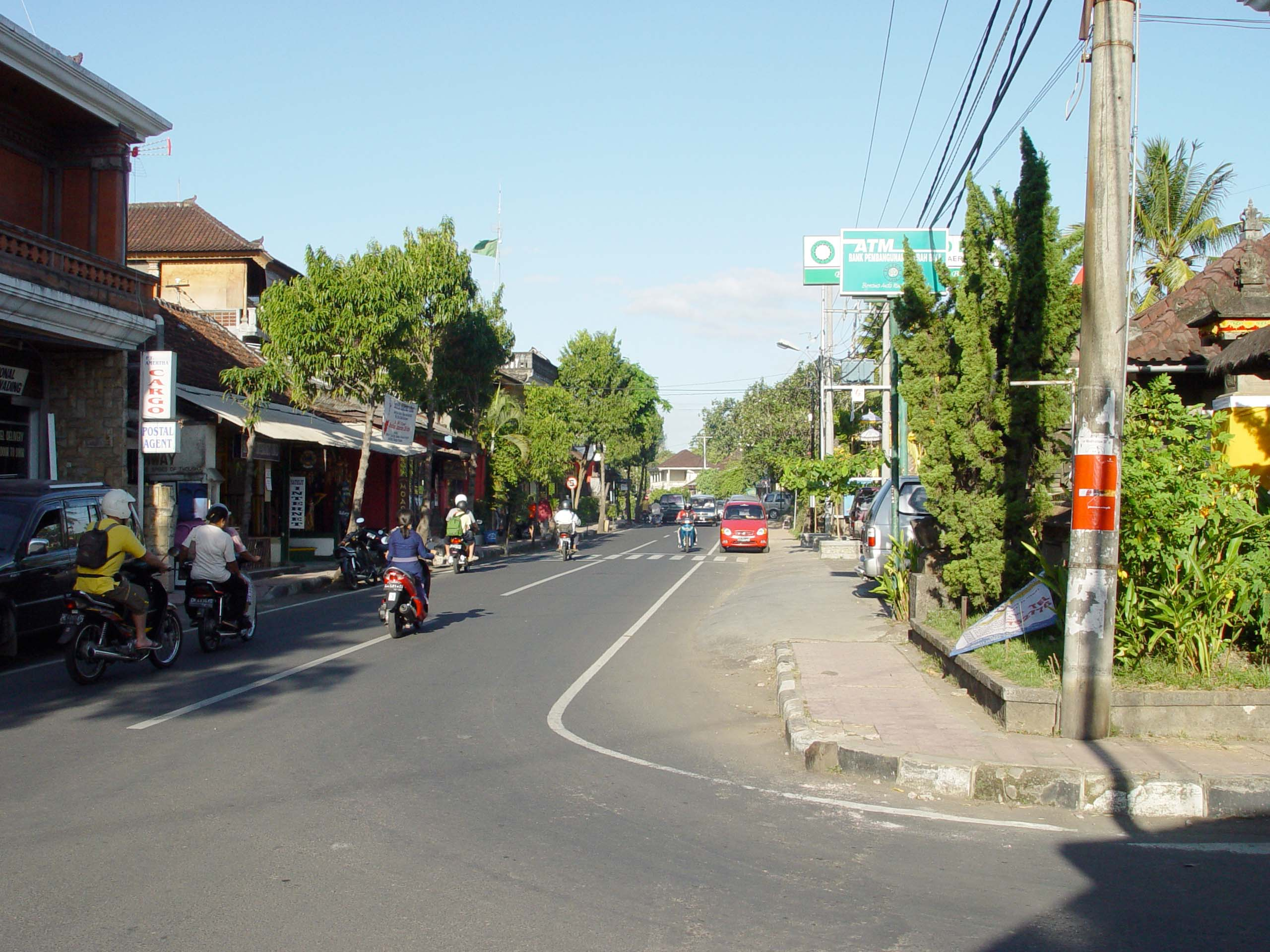
街角
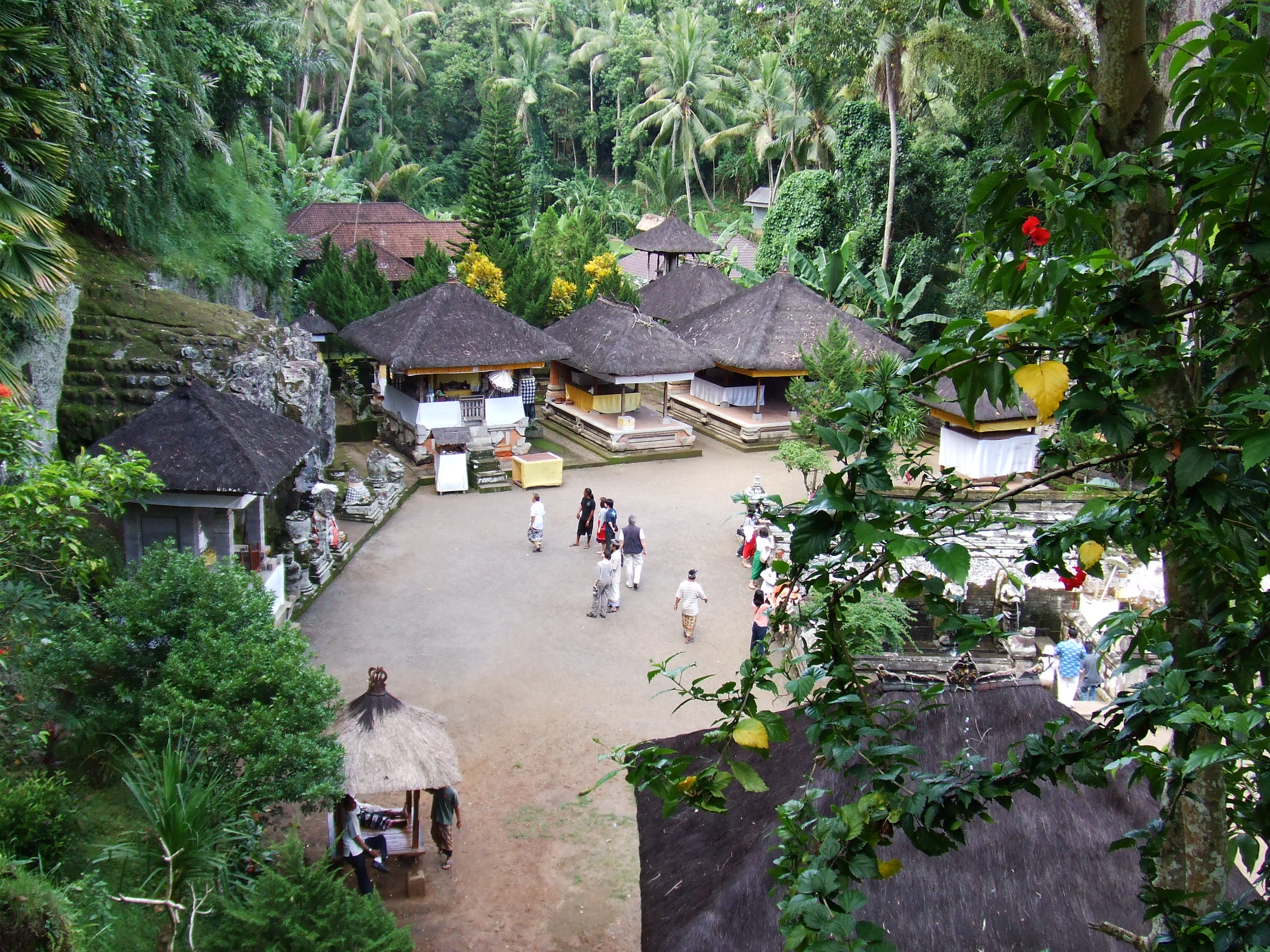
ゴア・ガジャを上から望む
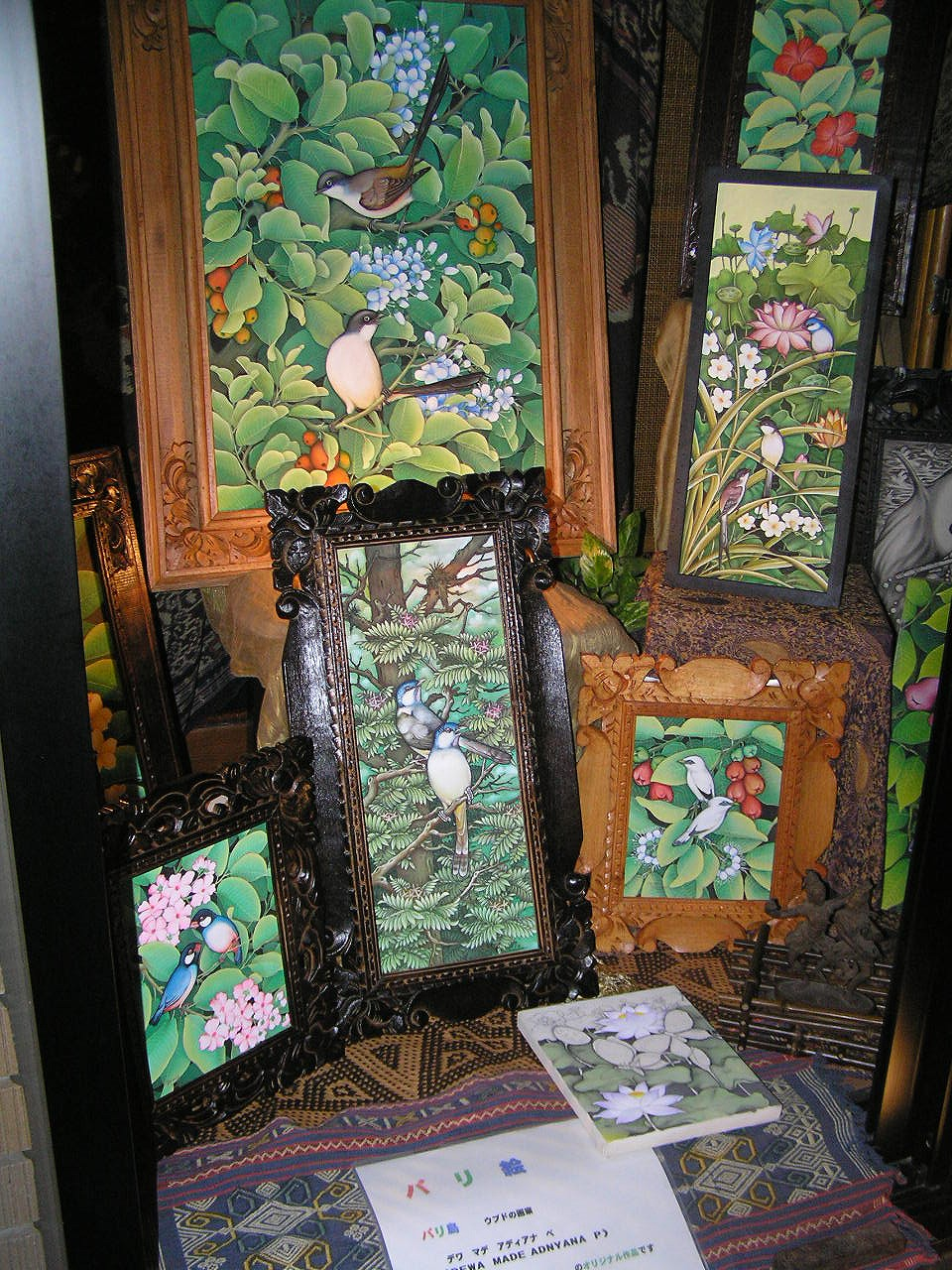
バリ絵画